# Deserto Siloli

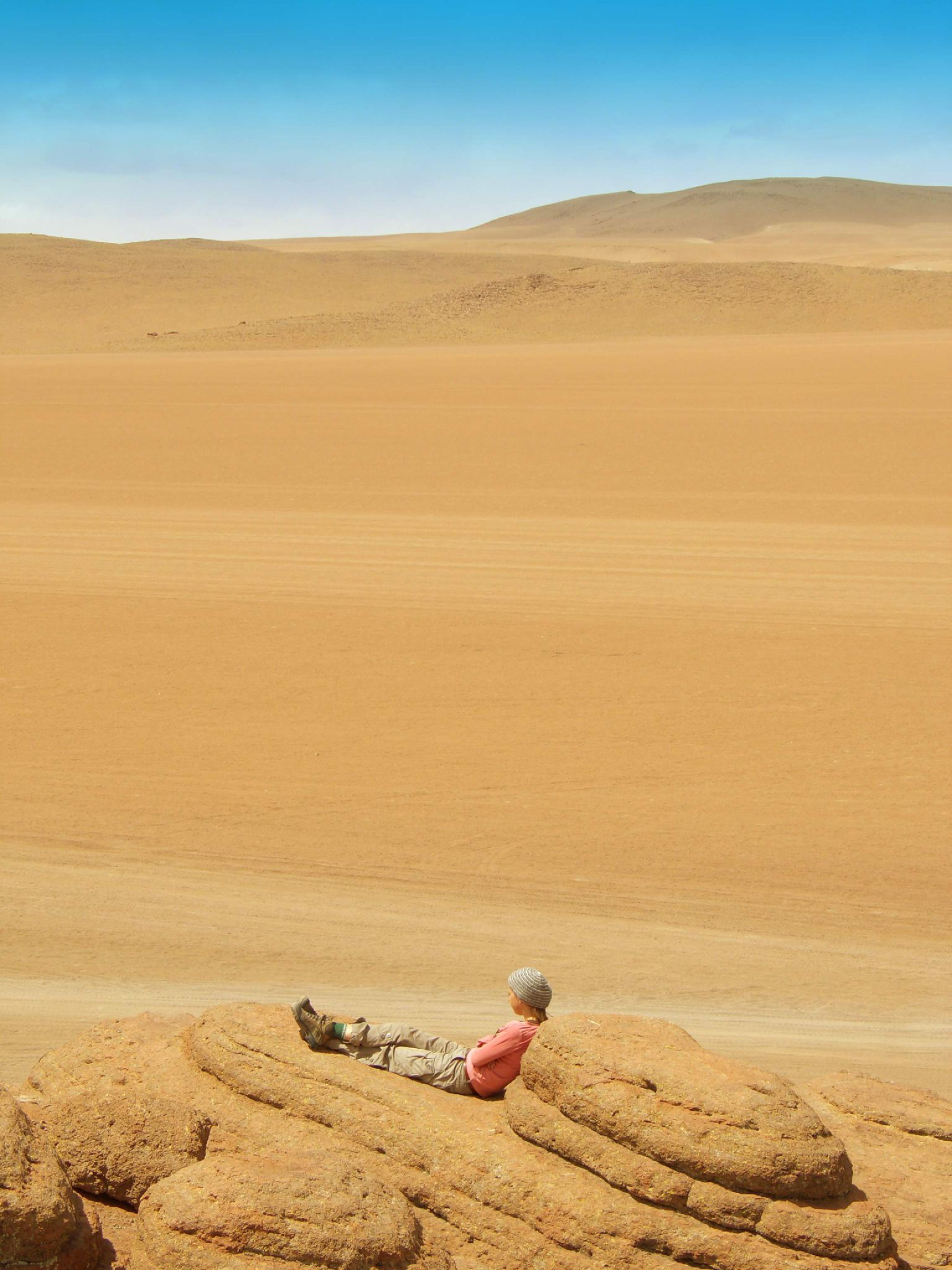
Vista do deserto Siloli, junto de uma das suas formações rochosas mais conhecidas, a Árbol de Piedra.

O deserto Siloli é um deserto do sudoeste do departamento de Potosí, na Bolívia. É caracterizado pelas suas formações rochosas, resultantes dos fortes ventos que a região tem. É considerado como um dos mais áridos do mundo devido à baixa precipitação na zona. Costuma ser integrado em rotas turísticas, já que é a porta de entrada para a Reserva Nacional de Fauna Andina Eduardo Avaroa e nas suas proximidades ficam as famosas Lagoas Coloridas e o Salar de Uyuni.
É considerado como parte do deserto de Atacama, o deserto mais seco do mundo.